# Inma Cuesta
Inma Cuesta, sinh ngày 25 tháng 6 năm 1980 tại Valencia, là diễn viên người Tây Ban Nha.

## Danh mục phim
- Nhóm 7 (2012)
- Juliet (2016)